# Serrano (metropolitana di Madrid)
Serrano è una stazione della linea 4 della metropolitana di Madrid.
Si trova sotto alla Calle de Goya, vicino all'incrocio con la Calle de Serrano, nel distretto di Salamanca.

## Storia
La stazione fu aperta al pubblico il 23 marzo 1944, in corrispondenza dell'apertura della linea 4 tra le stazioni di Argüelles e Goya.

## Accessi
Vestibolo Serrano
- Serrano Calle de Goya 15 (angolo con Calle de Serrano)
- Goya, pares: Calle de Goya 4 (angolo con Calle de Serrano)

Vestíbulo Lagasca aperto dalle 6:00 alle 21:40
- Goya, impares: Calle de Goya 23 (angolo con Calle de Lagasca)
- Goya, pares: Calle de Goya 10 (angolo con Calle de Lagasca)